# Ku'erbing He
Ku'erbing He (kinesiska: 库尔滨河) är ett vattendrag i Kina. Det ligger i provinsen Heilongjiang, i den nordöstra delen av landet, omkring 440 kilometer nordost om provinshuvudstaden Harbin.
Genomsnittlig årsnederbörd är 875 millimeter. Den regnigaste månaden är juli, med i genomsnitt 224 mm nederbörd, och den torraste är februari, med 12 mm nederbörd.